# Vojenská přísaha

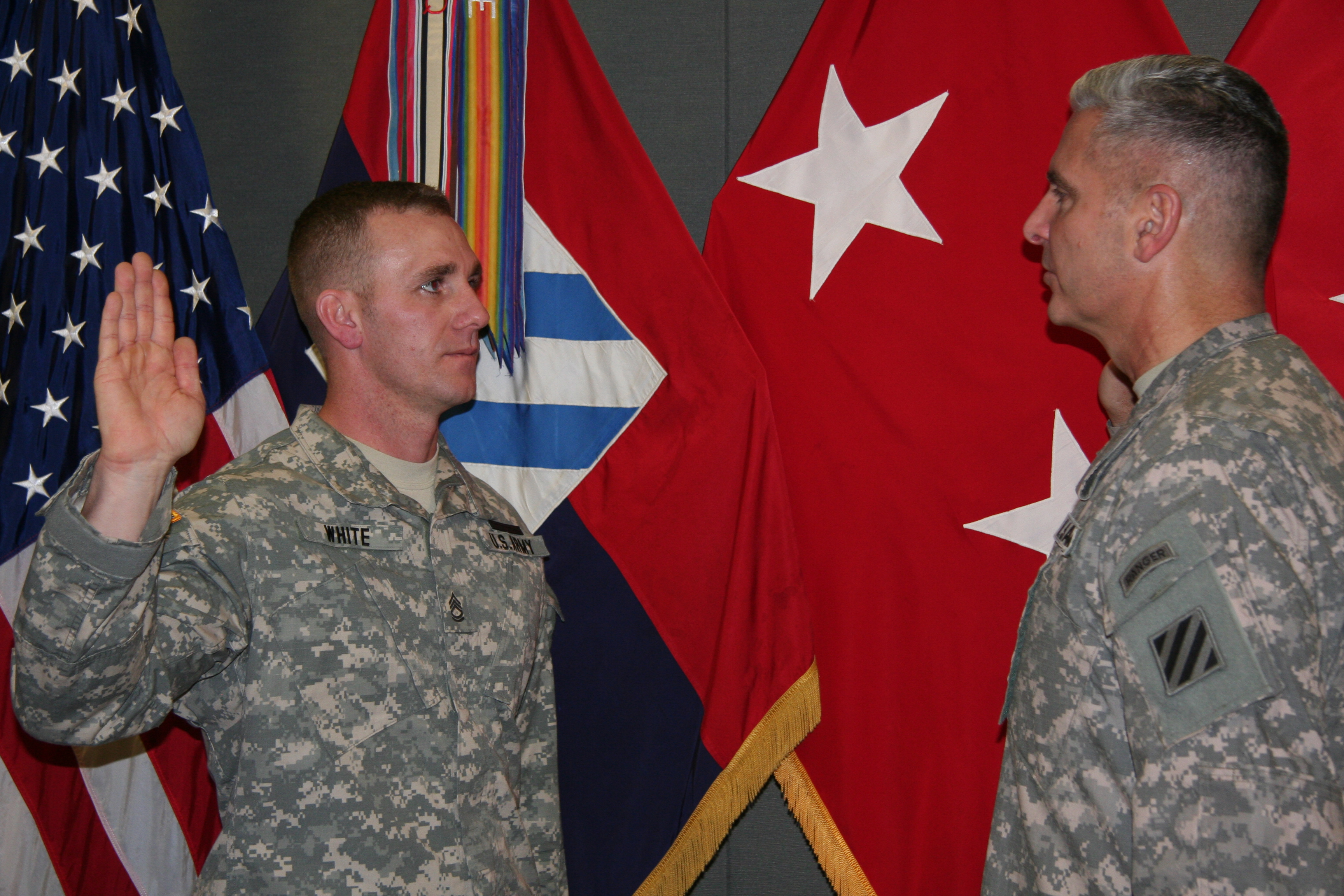
Voják Armády USA skládá přísahu, 2009

Vojenská přísaha je slavnostní přísaha, kterou skládá voják zpravidla po absolvování základního výcviku. Představuje slavnostní závazek k plnění vojenských povinností při obraně státu. Vychází z Ústavy, zákonů a vojenských řádů daného státu. Její složení je závazným právním a morálním aktem. Vojenská přísaha, složená stanoveným způsobem, se pro každého vojáka stává závazkem. Její obsah, způsob jejího složení odrážejí podstatu státu, jeho ozbrojených sil, historické a národní tradice.

## Historie

### Antický Řím
Vojenskou přísahu, která byla považována za nezrušitelnou, skládali již legionáři v antickém Římu a její zobrazení se objevilo i na zlatých mincích.

### Vojenská přísaha v Rakousko–Uhersku
Vojáci rakousko–uherské armády přísahali v době vypuknutí první světové války zejména věrnost a poslušnost císaři Františku Josefovi I., po rozvedení tohoto principu i na nižší úrovně velitelů a další podrobnosti byla přísaha ukončena prohlášením „...chceme se ctí žíti a umříti. K tomu nám dopomáhej Bůh. Amen.“

## Příklady

### Česká republika
Vojáci Ozbrojených sil ČR skládají přísahu tohoto znění:
| „                                                                  | Já, voják, vědom si svých občanských a vlasteneckých povinností, slavnostně prohlašuji, že budu věrný České republice. Budu vojákem statečným a ukázněným, budu plnit úkoly ozbrojených sil a budu dodržovat právní a vojenské předpisy. Svědomitě se budu učit ovládat vojenskou techniku a zbraně, připravovat se k obraně České republiky a budu ji bránit proti vnějšímu napadení. Pro obranu vlasti jsem připraven nasadit i svůj život. Tak přísahám! | “ |
| — §3a zákona č. 219/1999 Sb., o ozbrojených silách České republiky | |   |

### Spojené státy americké
Příslušníci Ozbrojených sil USA skládají přísahu tohoto znění:
| „                    | I, __________, do solemnly swear (or affirm) that I will support and defend the Constitution of the United States against all enemies, foreign and domestic; that I will bear true faith and allegiance to the same; and that I will obey the orders of the President of the United States and the orders of the officers appointed over me, according to regulations and the Uniform Code of Military Justice. So help me God. | “ |
| — 10 U.S. Code § 502 | |   |

| „                              | Já, __________, slavnostně přísahám (nebo prohlašuji), že budu podporovat a bránit Ústavu Spojených států proti všem nepřátelům, cizím a domácím, že budu mít pravou víru a oddanost k tomu, že budu poslouchat rozkazy prezidenta Spojených států a rozkazy nadřízených důstojníků, v souladu s předpisy a Jednotným kodexem vojenské spravedlnosti. K tomu mi pomáhej Bůh. | “ |
| — § 502, Hlava 10 zákoníku USA | |   |

### Velká Británie
Příslušníci Ozbrojených sil Spojeného království skládají přísahu tohoto znění (od 8. září 2022):
| „                                      | I swear by almighty God that I will be faithful, and bear true allegiance to his Majesty King Charles III, his heirs and successors, and that I will as in duty bound, honestly and faithfully defend his Majesty, his heirs and successors in person, crown and dignity, against all enemies, and will observe and obey all orders of His Majesty, his heirs and successors and the generals and officers set over me. | “ |
| — Ministry of Defence of United Kindom | |   |

| „                                          | Přísahám při všemohoucím Bohu, že budu věrný a zachovám věrnost Jeho Veličenstvu, králi Karlu III., jeho dědicům a nástupcům, a že budu zavázán povinností čestně a věrně bránit Jeho Veličenstvo, jeho dědice a nástupce osobně, Korunu a důstojnost, proti všem nepřátelům a budu dodržovat a poslouchat všechny příkazy Jeho Veličenstva, jeho dědiců a nástupců a generálů a důstojníků, kteří jsou nade mnou. | “ |
| — Ministerstvo obrany Spojeného království | |   |

### Německo
Vojáci z povolání v Bundeswehru skládají přísahu tohoto znění:
| „                                                | Ich schwöre, der Bundesrepublik Deutschland treu zu dienen und das Recht und die Freiheit des deutschen Volkes tapfer zu verteidigen, so wahr mir Gott helfe. | “ |
| — §9 Gesetz über die Rechtsstellung der Soldaten | |   |

| „                                      | Přísahám, že budu věrně sloužit Spolkové republice Německo a statečně bránit práva a svobody německého lidu, k tomu mi pomáhej Bůh. | “ |
| — §9 zákona o právním postavení vojáků | |   |

Přísahu lze složit i bez formule "k tomu mi pomáhej Bůh".

### Rakousko
Vojáci Rakouské armády skládají přísahu tohoto znění:
| „                       | Ich gelobe, mein Vaterland, die Republik Österreich, und sein Volk zu schützen und mit der Waffe zu verteidigen. Ich gelobe, den Gesetzen und den gesetzmäßigen Behörden Treue und Gehorsam zu leisten, alle Befehle meiner Vorgesetzten pünktlich und genau zu befolgen und mit allen meinen Kräften der Republik Österreich und dem österreichischen Volke zu dienen. | “ |
| — § 41 des Wehrgesetzes | |   |

| „                      | Slibuji, že budu chránit svou vlast, Rakouskou republiku a její lid a bránit je zbraněmi. Slibuji, že budu loajální a poslušný zákonům a legitimním autoritám, že budu přesně a přesně plnit všechny příkazy svých nadřízených a budu sloužit Rakouské republice a rakouskému lidu ze všech svých sil. | “ |
| — § 41 Branného zákona | |   |